# Пясычево
Пясычево (болг. Пясъчево) — село в Болгарии. Находится в Хасковской области, входит в общину Симеоновград. Население составляет 63 человека.

## Политическая ситуация
Пясычево подчиняется непосредственно общине и не имеет своего кмета.
Кмет (мэр) общины Симеоновград — Милена Георгиева Рангелова (Демократы за сильную Болгарию (ДСБ)) по результатам выборов в правление общины.